# Chiesa dei Santi Ermacora e Fortunato (Lorenzago di Cadore)
La chiesa dei Santi Ermacora e Fortunato,  o dei Santi Ermagora e Fortunato, è la parrocchiale di Lorenzago di Cadore, in provincia di Belluno e diocesi di Belluno-Feltre; fa parte della convergenza foraniale di Ampezzo-Cadore-Comelico.

## Storia
La prima citazione di una cappella a Lorenzago risale al 1214. Questo edificio fu sostituito da uno più grande nel XV secolo. La chiesa attuale, progettata dagli architetti tolmezzini Domenico Schiavi e Angelo Fabbro, venne portata a termine nel 1758 e consacrata nel 1764; nel 1857 fu eretta a parrocchiale e la parrocchia creata con territorio dismembrato da quella di Vigo.

## Interno
Opere di pregio conservate all'interno della chiesa sono una pala di Cesare Vecellio con Sant'Antonio, l'altare maggiore, realizzato dal gemonese Francesco Aloi ed impreziosito da due statue raffiguranti i santi martiri Ermacora e Fortunato, due pale di Antonio Bettio raffiguranti una la Madonna Assunta assieme ai Santi Agostino e Monica ed una i Santi Sebastiano, Rocco e Fabiano, una statua lignea di San Giovanni e vari affreschi di Antonio Schiavi, con i Santi Ermagora e Fortunato, Sant'Antonio Abate e San Osvaldo in gloria e la  Beata Vergine Maria in gloria.